# Estádio Juvenal Lamartine
O Estádio Juvenal Lamartine (anteriormente conhecido como Stadium Juvenal Lamartine e ainda apelidado de JL) é uma instalação desportiva situada no bairro do Tirol, em Natal. O estádio foi fundado na década de 1920, quando o futebol começava a ganhar força na cidade e o nome Juvenal Lamartine se deve ao reconhecimento, por parte da Liga de Desportos Terrestres do Rio Grande do Norte (atual FNF), do apoio dado pelo então governador do estado à comunidade desportiva. A inauguração ocorreu em 12 de outubro de 1928. Apesar de haver sido inaugurado oficialmente em outubro, a primeira partida que sediou foi entre o ABC e o Cabo Branco (PB), no dia 28 de setembro de 1928. O jogo terminou com o placar de 5x2 para os donos da casa com primeiro gol de Deão, do ABC.
Até 1946 só ocorriam jogos diurnos, pois o estádio não contava com sistema de iluminação. As luminárias foram inauguradas do dia 13 de julho de 1946 às 20h45, na partida entre o América e o Treze da Paraíba, terminando com o placar de 5x1 para a equipe alvirrubra.
Devido à demolição do estádio Machadão, cogitou-se uma reforma do JL para que ele fosse usado pelos clubes da capital até que o estádio Arena das Dunas fosse concluído porém tal ideia não foi posta em prática.
No dia 4 de fevereiro de 1968 o jogador Garrincha vestiu a camisa 7 do Alecrim em um amistoso contra o Sport do Recife. Mais de 6.000 pessoas foram assistir a partida totalizando uma renda de Cr$ 21.980,00.
Após uma batalha judicial entre o Governo do Estado do RN e a Federação Norte-Riograndense de Futebol, em dezembro de 2023 a Justiça definiu que a posse do estádio Juvenal Lamartine é do governo do RN.
A capacidade do estádio é de 5.000 pessoas.